# Surfers Paradise
Surfers Paradise (28°00′S 153°25′Ø / 28.000°S 153.417°Ø) er en by på den australske østkyst, også kaldet Guldkysten (Gold Coast). Guldkysten er beliggende i Queensland ca. 78 km syd fra Brisbane, som er Queenslands hovedstad. Tilsvarende findes der også en solskinskyst (Sunshine Coast), som er beliggende nord for Brisbane.
Surfers Paradise bliver i daglig tale oftest, blot benævnt som 'Surfers'. Byen er kendt for sin lange strand og beboelses-skyskrapere. Den huser bl.a. Q1, som er verdens største beboelsesbygning, på 322,5 meter.
Desuden er Surfers kendt for sit meget omfattende natteliv hele året, men specielt i sommerperioden (December-Februar), hvori også den kendte (og berygtede) skoleferie finder sted, bedre kendt som Schoolies. Det er to uger i slutningen af november og starten af december, hvor unge fra hele Australien har fri fra skole og tager til Surfers for at feste. De to uger hvor der er Schoolies er så godt som alle hoteller, vandrehjem etc. udsolgt.
- Wikimedia Commons har flere filer relateret til Surfers Paradise